# Long Term Support
Il Long Term Support o LTS (supporto a lungo termine) è una politica di gestione del ciclo di vita del prodotto in cui una versione stabile del software per computer viene mantenuta per un periodo di tempo più lungo rispetto all'edizione standard. Il termine è in genere riservato al software libero o open source, dove descrive un'edizione software supportata per mesi o anni in più rispetto all'edizione standard del software.
Lo Short Term Support o STS (supporto a breve termine) è un termine che distingue la politica di supporto per l'edizione standard del software. Il software STS ha un ciclo di vita relativamente breve e può essere dotato di nuove funzionalità che vengono omesse dall'edizione LTS per evitare di compromettere potenzialmente la stabilità o la compatibilità della versione LTS.

## Caratteristiche
La politica LTS applica i principi dell'ingegneria dell'affidabilità al processo di sviluppo del software e al ciclo di vita della versione del software. Il supporto a lungo termine estende il periodo di manutenzione del software; modifica anche il tipo e la frequenza degli aggiornamenti software (patch) per ridurre il rischio, la spesa e l'interruzione della distribuzione del software, promuovendo al contempo l'affidabilità del software. Non implica necessariamente il supporto tecnico.
All'inizio di un periodo di supporto a lungo termine, gli sviluppatori software impongono un blocco delle funzionalità: creano patch per correggere bug e vulnerabilità del software, ma non introducono nuove funzionalità che potrebbero causare una regressione. Il responsabile della manutenzione del software distribuisce le patch singolarmente o le impacchetta in release di manutenzione, point release o service pack. Al termine del periodo di supporto, il prodotto raggiunge la fine del ciclo di vita o riceve un livello di supporto ridotto per un periodo di tempo (ad esempio, solo patch di sicurezza ad alta priorità).